# Ksar Hammam Fougani
Ksar Hammam Fougani (arabe : قصر الحمام الفوقاني) est un village fortifié dans la province de Figuig, région de l'Oriental à l'est du Maroc .